# Захір (персонаж)
Захір (англ. Zaheer) — вигаданий персонаж з анімаційного телесеріалу «Легенда про Корру», створеного телеканалом Nickelodeon як продовження серіалу «Аватар: Останній захисник». Захір є головним антагоністом третього сезону — «Книга третя: Зміни» (англ. Book Three: Change), причому його дії мають тривалий вплив на Корру та сюжетну лінію наступної «книги».
Захір — лідер радикальної організації Червоний лотос, яка виступала за повалення політичних структур світу заради досягнення абсолютної свободи.
Персонажа створили Майкл Данте ДіМартіно та Браян Конецько, а в англійській версії його озвучив Генрі Роллінз. Захір отримав позитивні відгуки критиків, які відзначали його як складного та загрозливого лиходія.

## Етимологія
Ім’я Захір походить від арабського кореня ظ-ه-ر (з-х-р), що має значення «підтримка», «допомога», «заступництво», однак у контексті імені найчастіше тлумачиться як «захисник» або «прибічник».

## Вигадана біографія
Захір народився після знищення повітряних кочівників і не мав здібностей до стихій. З юності захоплювався філософією повітряних кочівників. Після Гармонійної конвергенції, він сам став магом повітря. Здобувши нову силу, він утік із в’язниці, убив королеву Королівства Землі й викрав Корру, аби знищити її у стані Аватара і перервати цикл перевтілень. Йому вдалося серйозно скалічити її, однак союзники Корри перемогли Червоний лотос. Після загибелі своєї коханої П’Лі Захір досяг просвітлення і навчився літати — ставши першим за тисячоліття майстром повітря з цією здатністю. Попри поразку, Захір залишив глибокий психологічний слід у Корри, яка довго боролася зі страхом перед ним. Згодом він допоміг їй у Світі духів, виступивши проти Кувіри, яка зневажала його ідеали.

## Характеристика
Захір вирізняється серед антагоністів «Легенди про Корру» як ідеаліст, що прагне не влади, а свободи для всіх — людей і духів. Він уникає насильства, якщо це не необхідно, і щиро вірить у революцію задля рівності. Захір має глибокі стосунки з П’Лі, яку врятував із полону, та тісну дружбу з іншими членами Червоного лотоса. Навіть до набуття сили він був відомий своїми бойовими здібностями та харизмою. Захір прагне вбивства світових лідерів, що врешті змінює його поведінку — у фіналі «третьої книги» він стає жорстокішим і погрожує винищити нову націю Повітря. Після поразки й арешту він стає спокійнішим і допомагає Коррі у подоланні страху, визнаючи свою відповідальність за появу нової тиранії під проводом Кувіри.

## Сприйняття
Захір отримав широке визнання як серед фанатів, так і серед критиків. Оглядач Макс Ніколсон з IGN назвав Захіра «одним із найзагрозливіших і найнебезпечніших лиходіїв у серіалі», високо оцінивши його ефективність як антагоніста та дії, що кинули виклик статусу Корри як Аватарки. Ніколсон також відзначив озвучення персонажа Генрі Роллінзом у серії «За межами Диких земель», підкресливши, що Роллінз разом із Джанет Варні (акторка, що озвучила Корру) «вразили бездоганною акторською грою».
Сцена вбивства Захіром Королеви Землі у серії «Хай живе Королева» викликала сильну, нерідко шоковану реакцію серед критиків. Ніколсон описав цей епізод як «винятковий» і висловив подив через відверте вбивство. Кеннет Браун з Blu-ray.com поділився аналогічною думкою, назвавши сцени вигинання Захіра «диявольськими». Майк Гоффман з The Escapist вважав сцену «переломним моментом» серіалу, коли глядачі усвідомили справжню небезпеку від Захіра, водночас підкресливши повагу творців до аудиторії незалежно від її віку. Оглядач Олівер Сава з The A.V. Club відзначив, що жорстокість цієї сцени свідчила про еволюцію серіалу з дитячого формату у бік молодіжної драми: «Цей момент остаточно виводить “Легенду про Корру” за межі дитячого телебачення і переводить у площину молодіжного контенту, демонструючи довіру до глядача, здатного побачити, як жінку задушують на екрані, з великим планом її страждань і болісного виразу обличчя».
Симпатичність і багатовимірність Захіра також стали предметом аналітичних оглядів і похвали. IGN назвав його «цікавим» персонажем, зокрема через його щиру повагу до культури повітряних кочівників і дружню поведінку щодо Корри під час їхньої розмови у Світі духів. Гоффман відзначив прагнення показати Захіра «особливо людяним» антагоністом, нагадавши, що він, подібно до Амона та Кувіри, мав «вагомі аргументи» для своїх дій, а також справжні романтичні стосунки з П’Лі.
Фінальний бій між Коррою і Захіром у серії «Отрута Червоного лотоса» також отримав схвальні оцінки. IGN включив його до списку найкращих бойових сцен 2014 року, відзначивши «виразну супергеройську атмосферу» та кінематографічну якість поєдинку.